# 김영아 (모델)
김영아(金榮兒, 1985년 10월 29일~)는 대한민국의 모델 겸 사업가이다. 일본에서는 모델, 옷과 악세사리를 만드는 사업가, 유튜버으로서 인기가 많다. 일본에서는 Youn-A(한국어:영아/일본어:ヨンア)라는 이름을 사용한다. 현재는 일본에서 소속사 없이 활동중이다. 현재는 일본 도쿄에서 거주중 이고 일본도쿄미나토구아오야마에서 자신의 패션 브랜드인 <COEL> 이라는 패션 브랜드를 만들어서 일하면서 모델과 함께 겸임을 하고 있다.

## 약력
- 서울에서 태어나 구일고등학교를 졸업했다.
- 동국대학교 중퇴했다.
- 2003년부터 대한민국에서 CF 광고 모델과 드라마 활동을 시작했다.
- 2004년 일본을 방문했고, 모델 활동을 하면서 널리 알려졌다.
- 일본의 잡지 《오지》의 커버 모델로 활동을 하며 인기를 끌었다.
- 그 후 일본 CF 광고 모델을 활동하면서 인정을 받았다.
- 2014년 사업가 시바 코타로와 결혼하였다. 2024년 이혼하였다.
- 친구:야마다 유(같은 모델), 고준희

## 학력
- 구일중학교 졸업
- 구일고등학교 졸업
- 동국대학교 (중퇴)

## 출연 작품

### 드라마
- 2003년 SBS 《애정만세》 ... 동자 역
- 2004년 MBC 《결혼하고 싶은 여자》 ... 오소라 역

### 예능
- 2009년 NHK 《텔레비전으로 한글 강좌》
- 2010년 NTV 《DON!》
- 2010년 TBS 《신스케 사장의 프로듀스 제작진》

게스트
- NTV 《샤베쿠리 007》
- CX 《구탄누보》
- NTV 《어나더 스카이》
- TX 《너무해 코지》
- NTV 《줄서는 법률 상담소》
- MBS 《지와 와!》
- TBS 《비밀의 아라시짱》
- ANB 《지금의 실은…》
- KTV 《모험 튜토리얼》
- NTV 《더 폭소왕 2012춘 격돌! 꿈의 Best 100》
- NTV 《행렬을 할 수 있는 연예인 통신판매 왕N0.1 결정전4》
- KTV 《칸쟈니의 쟈니벤》
- TBS 《운난의 거친 느낌으로》
- NTV 《천재! 시무라 동물원》
- NTV 《메렝게의 기분》
- KTV 《무지개 있어라 진》
- CX 《히토시 마츠모토00이야기》
- NTV 《소점 설날 다이키리》
- CX 《세계 충적 영상사》
- CX 《대일본 야칸 경찰》

### CF 활동
- KTF 에버
- 코오롱제약 비코그린
- 도미노피자

- 2008년 소피나
- 2008년 쇼가쿠칸 Oggi
- 2009년 카오 비오레 메이크 녹는 리퀴드
- 2010년 롯데 맛있는 콜라겐
- 2011년 카오 아지엔스
- 2011년 호토모토 야채비빔밥
- 2011년 호토모토 한류디럭스도시락
- 2011년 삿포로 CJ 오이시막걸리

### 출판
- 쇼가쿠칸 《Oggi》(2004년 3월 ~ 현재)
- 《BAILA》
- 《Go! Go! Youn-a》(2011년 11월 30일)

## 바로 가기
- BAILA 보관됨 2013-12-24 - 웨이백 머신